# Eoophyla leucostrialis
Eoophyla leucostrialis là một loài bướm đêm trong họ Crambidae.